# Bachir Halimi
Bachir Halimi (en arabe : بشير حليمي) est un scientifique algérien en informatique, né en 1956 à M'daourouch dans la wilaya de Souk Ahras en Algérie. Il a contribué au développement des algorithmes d'arabisation des techniques d'écriture dans les systèmes informatiques et compte à son actif plusieurs inventions et techniques de programmation, à l'instar d'un système de gestion des catastrophes qui permet de sauver des vies humaines.

## Biographie
Bachir Halimi  effectue ses études primaires à Souk Ahras avant de rejoindre le lycée Saint-Augustin d’Annaba pour poursuivre le cycle secondaire. Il bénéficie d’une bourse d’études de cinq ans au Canada, accordée par la société pétrolière nationale Sonatrach, sur ordre du président Houari Boumédiène lorsque celui-ci apprend que ce candidat au baccalauréat de la session de 1975 a démontré son intelligence en découvrant une erreur dans l'une des questions du sujet de mathématiques,.
En 1975, Bachir Halimi quitte l’Algérie, pour venir étudier à l’Université de la Colombie-Britannique. En 1980, il fonde sa première entreprise, Alis Technologies. Grâce à ses compétences en informatique et à sa maîtrise de l’arabe, il crée un algorithme permettant aux ordinateurs d’utiliser les caractères de l’arabe et d’autres langues non latines. En 1986, le géant américain Microsoft prend une licence, et entrevoit les perspectives. Pour remporter le marché, Microsoft met sur la table 1 million de dollars. L'affaire est entendue, la langue arabe a désormais sa place dans les domaines technologiques,,.
Bachir Halimi compte à son actif plusieurs autres inventions et techniques de programmation, à l'instar d'un système de gestion des catastrophes qui permet de sauver des vies humaines.
Aujourd’hui, il est à la tête de trois entreprises canadiennes reconnues dans leurs secteurs respectifs pour leur technologie innovatrice, dont l'entreprise, Speech Mobility, d'une reconnaissance mondiale dans les domaines de l’informatique multilingue et de la traduction automatique. Il joint le conseil d’administration de la Croix-Rouge canadienne en 2015, et assume la présidence du Comité consultatif des technologies. Il fait partie des conseils d’administration de diverses entreprises de haute technologie. Il est également président et membre fondateur du conseil d’administration de la Fondation Club Avenir (FCA), une organisation sans but lucratif fondée en novembre 2002 dans le but de faciliter l’intégration de Canadiens originaires du Maghreb, en encourageant l’excellence professionnelle et l’entrepreneuriat,.

## Distinctions
En 1999, il reçoit le Canadian CTI Golden Award, remis à la personne ayant le plus grandement contribué à l’avancement de l’industrie du couplage téléphonie-informatique au Canada.
En 2023, il reçoit la Médaille du savant algérien, de la Fondation algérienne «Wissam el-Alim El djazairi» (Algerian Scholar Award) en reconnaissance de ses travaux scientifiques et de ses contributions intellectuelles.